# Dolyna (huyện)
Huyện Dolyna (tiếng Ukraina: Долинський район, chuyển tự: Dolynas’kyi raion) là một huyện của tỉnh Ivano-Frankivsk thuộc Ukraina. Huyện Dolyna có diện tích 1248 km², dân số theo điều tra dân số ngày 5 tháng 12 năm 2001 là 71058 người với mật độ 57 người/km2. Trung tâm huyện nằm ở Dolyna.